# Fédération de Guinée équatoriale de basket-ball
La Fédération de Guinée équatoriale de basket-ball est une association, fondée en 1994, chargée d'organiser, de diriger et de développer le basket-ball en Guinée équatoriale.
La Fédération représente le basket-ball auprès des pouvoirs publics ainsi qu'auprès des organismes sportifs nationaux et internationaux et, à ce titre, la Guinée équatoriale dans les compétitions internationales. Elle défend également les intérêts moraux et matériels du basket-ball équatoguinéen. Elle est affiliée à la FIBA depuis 1994, ainsi qu'à la FIBA Afrique.
La Fédération organise également le championnat national.

## Palmarès
Equipe de Guinée équatoriale de basket ball U 20 garcons vainqueur du 2e Tournoi International de Morlaix (Bretagne, France)